# Martino Goretti
Martino Goretti (Lecco, 27 de septiembre de 1985) es un deportista italiano que compite en remo. Su esposa, Sophie Souwer, compite en el mismo deporte.
Ganó siete medallas en el Campeonato Mundial de Remo entre los años 2005 y 2019, y siete medallas en el Campeonato Europeo de Remo entre los años 2011 y 2022.
Además, obtuvo cinco medallas en el Campeonato Mundial de Remo en Sala, entre los años 2019 y 2024.
Participó en dos Juegos Olímpicos de Verano, entre los años 2012 y 2016, ocupando el cuarto lugar en Río de Janeiro 2016, en la prueba de cuatro sin timonel ligero.

## Palmarés internacional
| Campeonato Mundial | Campeonato Mundial       | Campeonato Mundial | Campeonato Mundial        |
| Año                | Lugar                    | Medalla            | Prueba                    |
| ------------------ | ------------------------ | ------------------ | ------------------------- |
| 2005               | Kaizu (Japón)            | Medalla de oro     | Ocho con timonel ligero   |
| 2006               | Eton (Reino Unido)       | Medalla de oro     | Ocho con timonel ligero   |
| 2009               | Poznań (Polonia)         | Medalla de oro     | Ocho con timonel ligero   |
| 2011               | Bled (Eslovenia)         | Medalla de plata   | Cuatro sin timonel ligero |
| 2012               | Plovdiv (Bulgaria)       | Medalla de plata   | Ocho con timonel ligero   |
| 2013               | Chungju (Corea del Sur)  | Medalla de plata   | Dos sin timonel ligero    |
| 2019               | Ottensheim (Austria)     | Medalla de oro     | Scull individual ligero   |
| Campeonato Europeo |                          |                    |                           |
| Año                | Lugar                    | Medalla            | Prueba                    |
| 2011               | Plovdiv (Bulgaria)       | Medalla de oro     | Cuatro sin timonel ligero |
| 2012               | Varese (Italia)          | Medalla de oro     | Cuatro sin timonel ligero |
| 2017               | Račice (República Checa) | Medalla de plata   | Cuatro sin timonel ligero |
| 2018               | Glasgow (Reino Unido)    | Medalla de plata   | Scull individual ligero   |
| 2019               | Lucerna (Suiza)          | Medalla de bronce  | Scull individual ligero   |
| 2021               | Varese (Italia)          | Medalla de oro     | Cuatro scull ligero       |
| 2022               | Múnich (Alemania)        | Medalla de oro     | Cuatro scull ligero       |

| Campeonato Mundial | Campeonato Mundial          | Campeonato Mundial | Campeonato Mundial |
| Año                | Lugar                       | Medalla            | Prueba             |
| ------------------ | --------------------------- | ------------------ | ------------------ |
| 2019               | Long Beach (Estados Unidos) | Medalla de plata   | Ligero 2000 m      |
| 2020               | París (Francia)             | Medalla de bronce  | Ligero 2000 m      |
| 2021               | Sede virtual                | Medalla de plata   | Ligero 500 m       |
| 2021               | Sede virtual                | Medalla de plata   | Ligero 2000 m      |
| 2024               | Praga (República Checa)     | Medalla de plata   | Ligero 500 m       |